# Ладера-Ранч (Каліфорнія)
Ладера-Ранч (англ. Ladera Ranch) — переписна місцевість (CDP) в США, в окрузі Орандж штату Каліфорнія. Населення — 26 170 осіб (2020).

## Географія
Ладера-Ранч розташована за координатами 33°32′59″ пн. ш. 117°38′30″ зх. д. / 33.54972° пн. ш. 117.64167° зх. д. (33.549607, -117.641571). За даними Бюро перепису населення США в 2010 році переписна місцевість мала площу 12,70 км², уся площа — суходіл.

## Демографія
Згідно з переписом 2010 року, у переписній місцевості мешкало 22 980 осіб у 7115 домогосподарствах у складі 5890 родин. Густота населення становила 1809 осіб/км². Було 7410 помешкань (583/км²).
Расовий склад населення:
| - 77,9 % — білих - 12,1 % — азіатів - 1,5 % — чорних або афроамериканців - 0,2 % — корінних американців - 0,1 % — вихідців з тихоокеанських островів - 2,7 % — осіб інших рас |

До двох чи більше рас належало 5,5 %. Частка іспаномовних становила 12,8 % від усіх жителів.
За віковим діапазоном населення розподілялося таким чином: 38,3 % — особи молодші 18 років, 58,1 % — особи у віці 18—64 років, 3,6 % — особи у віці 65 років та старші. Медіана віку мешканця становила 32,4 року. На 100 осіб жіночої статі у переписній місцевості припадало 96,3 чоловіків; на 100 жінок у віці від 18 років та старших — 92,1 чоловіків також старших 18 років.
Середній дохід на одне домашнє господарство становив 169 509 доларів США (медіана — 134 435), а середній дохід на одну сім'ю — 181 438 доларів (медіана — 148 021). Медіана доходів становила 115 524 долари для чоловіків та 78 102 долари для жінок. За межею бідності перебувало 2,1 % осіб, у тому числі 0,6 % дітей у віці до 18 років та 13,4 % осіб у віці 65 років та старших.
Цивільне працевлаштоване населення становило 12 307 осіб. Основні галузі зайнятості: освіта, охорона здоров'я та соціальна допомога — 21,0 %, науковці, спеціалісти, менеджери — 17,1 %, фінанси, страхування та нерухомість — 13,2 %, виробництво — 11,9 %.